# Sieghard Dittner
Sieghard Dittner (* 16. Juli 1924 in Schneidemühl; † 4. Januar 2002 in Malchow) war ein deutscher Maler und Grafiker.

## Leben und Werk
Dittner absolvierte ab 1938 eine Lehre als Vermessungszeichner und arbeitete dann bis 1943 in diesem Beruf, ehe er zur Wehrmacht eingezogen wurde. Nach der Entlassung aus der Kriegsgefangenschaft 1945 begann er sich als Autodidakt künstlerisch zu betätigen. Von 1945 bis 1946 arbeitete er als Vermessungstechniker und von 1946 bis 1951 als Kunsterzieher in Waren. Ab 1949 war Dittner zudem freischaffend als Maler und Grafiker in Waren tätig, später in Teterow und Malchin, zuletzt in Malchow. Er gehörte zu den bekannten Porträtkünstlern der DDR-Grafik. „dessen subtile und zeichnerische Charakterstudien insbesondere durch ihre eiligen, oft skizzenhaften Züge auffielen.“
Für die Stadt Waren schuf er 1987 das Logo für den „Warener Taler“, der erstmals 2010 ausgegeben wurde.
Dittner war bis 1990 Mitglied des Verbands Bildender Künstler der DDR und danach des Künstlerbunds Mecklenburg- und Vorpommern e.V. Er hatte viele Einzelausstellungen und Ausstellungsbeteiligungen, u. a. war er von 1953 bis 1983 auf allen Deutschen Kunstausstellungen bzw. Kunstausstellungen der DDR in Dresden vertreten.
Seit 2008 gibt es im Kloster Malchow eine Dauerausstellung mit Bildern Dittners.
Dittner war mit Vilja Dittner (1926–2014) verheiratet.

## Ehrungen (Auswahl)
- 1959 und 1964: Kunstpreis des Rates des Bezirks Neubrandenburg
- 1964: Kunstpreis des FDGB
- 1973: Verdienstmedaille der DDR
- 1984: Hans-Grundig-Medaille
- 1993: Heinrich-Schliemann-Medaille der Stadt Waren.

## Werke (Auswahl)

### Tafelbilder (Auswahl)
- Winteranfang (Öl)[4][5]
- Eisfischerei (Öl; auf der Vierten Deutschen Kunstausstellung)[6]

### Druckgrafik (Auswahl)
- Geschichte der Landarbeiterbewegung in Mecklenburg (Grafikzyklus; auf der Fünften Deutschen Kunstausstellung)[7]
- Menschen der LPG Morgenrot (Folge von Radierungen, 1963/1964)[8]
- Eine Bäuerin und ihre Zeit (Radierung, 1967; auf der VI. Deutschen Kunstausstellung)[9]
- Richard Wossidlo: Dat Ulenlock. Sagen und Geschichten aus Mecklenburg. Neubrandenburg, 1979 (Buch mit 10 Originalgrafiken)
- Neubrandenburger Bilderbuch. Heyer-Druck, Röbel (Mappe mit 15 handkolorierte Zinkotypien; 1982)

## Aquarelle (Auswahl)
- Buchenwald im Herbst (1978; im Bestand der Kunstsammlung des Landes Mecklenburg-Vorpommern)[10]

## Buchillustrationen (Auswahl)
- Irma Harder: Die Spatzen pfeifen`s schon vom Dach. Verlag Neues Leben, Berlin, 1963
- Jürgen Weinbrecht: Vorsicht, Bauarbeiten! Heitere und ernste Geschichten. Verlag Neues Leben, Berlin, 1963
- Juri Piljar: In Wahrheit war ich siebzehn. Verlag Neues Leben, Berlin, 1964
- Wladimir Orlow: Gesalzene Melonen. Verlag Neues Leben, Berlin, 1965
- Jürgen Lenz: Der Atlantik schweigt nicht. Verlag Neues Leben, Berlin, 1966 (Kompass-Bücherei)
- Gerhard Matzke: Marsmond Phobos. Verlag Neues Leben, Berlin, 1967 (Kompass-Bücherei)

## Einzelausstellungen (Auswahl)
- 1979 Neubrandenburg, Galerie am Friedländer Tor
- 1985 Neubrandenburg, Zentrum Bildende Kunst Neubrandenburg